# درو رايت
درو رايت هو مغني كندي، ولد في 5 أكتوبر 1979 في تورونتو في كندا.

## وصلات خارجية
- الموقع الرسمي